# Primož Lorenz
Primož Lorenz, né le 5 avril 1942 à Ljubljana et mort le 2 janvier 2007 dans la même ville, est un pianiste et un professeur de musique slovène.

## Biographie
Après avoir étudié le piano, la direction d'orchestre et la musique de chambre à l'Académie de musique de Ljubljana, il obtient son diplôme en 1966 et enseigne le piano et la musique de chambre dans cet établissement à partir de 1972. Il est également le président de la Société pour la renaissance de l'image culturelle de la vieille ville de Ljubljana et le fondateur d'Imago Sloveniae, un organisme qui œuvre pour la promotion de la culture slovène.

### Trio Lorenz
Il est surtout connu comme membre du Trio Lorenz, formé en 1954 avec ses frères Thomas et Matthias, respectivement violoniste et violoncelliste. Au cours de son demi-siècle de carrière, cet ensemble de chambre, l'un des plus anciens de Slovénie, a interprété la plus grande partie du répertoire mondial et de nombreux morceaux slovènes. 